# Roland Oppermann
Roland Ludwig Bernhard Antonius Oppermann (* 12. April 1933 in Gelsenkirchen; † 7. Januar 2025) war ein deutscher Generalmajor des Heeres der Bundeswehr.

## Leben
Roland Oppermann war Angehöriger des Bundesgrenzschutzes am Standort Fulda und wurde nach Gründung der Bundeswehr 1957 in die neue Bundeswehr übernommen. Er war Hauptmann und absolvierte den 7. Generalstabslehrgang des Heeres (1964–1966) an der Führungsakademie der Bundeswehr in Hamburg, war im Dienstgrad eines Oberst der Chef des Stabes der Panzerbrigade 21 in Augustdorf (1975–1977) und von 1978 bis 1981 Kommandeur dieser Brigade. Von 1981 bis 1986 war er Verteidigungsattaché an der Deutschen Botschaft London. Von 1986 bis 1991 war Oppermann Befehlshaber des seit 1956 bestehenden Wehrbereichskommando IV in Mainz.
Oppermann lebte zuletzt in Nieder-Olm.

## Auszeichnungen
- Verdienstorden der Bundesrepublik Deutschland (Verdienstkreuz I. Klasse)
- Ehrenkreuz der Bundeswehr in Gold
- Hessischer Verdienstorden
- Gedenkmedaille aus Anlass der Sturmflutkatastrophe 1962
- Ordre national du Mérite (Offizier)
- Legion of Merit (USA)